# Zwei Jahre Ferien (1974)
Zwei Jahre Ferien ist ein ZDF-Abenteuervierteiler von Claude Desailly (Buch) und Gilles Grangier und Sergiu Nicolaescu (Regie) aus dem Jahre 1974 nach Motiven aus dem gleichnamigen Roman von Jules Verne. Die deutsche Fassung schrieb Walter Ulbrich.
Drehorte waren Rumänien und das Schwarze Meer.

## Stab
Die Hauptrolle des Dick Sand spielte Franz Seidenschwan (er war zuvor als junger Humphrey van Weyden im Vierteiler „Der Seewolf“ zu sehen), Marc di Napoli war Doniphan Weldon (zuvor im gleichnamigen Vierteiler als Huckleberry Finn in „Tom Sawyers und Huckleberry Finns Abenteuer“). Weitere Rollen spielten u. a. Werner Pochath und Rainer Basedow.
Die Titelmelodie schrieb Hans Posegga. Die Musik für die französische Fassung schrieb Alain le Meur.

## Handlung
Es folgt die Episodenübersicht der deutschen Version der Serie. Die ursprüngliche, auch längere Fassung der Serie ist in Französisch, aufgeteilt in sechs Episoden, ausgestrahlt ab 10. Juni 1974 (ORTF).

### Teil 1: (ZDF 8. Dezember 1974): Die Flaschenpost
1895 brechen Edward Forbes und Josua Pike aus einem Sträflingslager in Neuseeland aus. Sie führen eine Karte mit sich, von der sie glauben, sie könne sie zu dem legendären „Gold des Oberst Cerna“ führen, das seit einem Raub und dem Tod Cernas verschwunden ist.
Zwei Jahre später stechen acht junge Burschen zu einer Ferienfahrt rund um Neuseeland mit der Schonerbrigg Sloughi in See. Diese jungen Leute stammen aus begüterten Familien, nicht jedoch der Schiffsjunge Dick Sand. Er ist Waise und fährt seit dem achten Lebensjahr zur See. Eines Tages fischen sie eine Flaschenpost von zwei Schiffbrüchigen auf, diese führt die Jungen zu einer Insel. Arglos nehmen sie dort zwei Schiffbrüchige an Bord – entflohene Sträflinge, die auf der Suche nach einem Goldschatz sind. Diese bringen kurzerhand den Matrosen Tom Cane um, da er bemerkt hat, dass sie ein Feuer entzündet hatten, das glücklicherweise rechtzeitig erkannt wurde.

### Teil 2: (ZDF 15. Dezember 1974): Die Meuterei
Forbes und Pike, die beiden Schiffbrüchigen, bringen in Hobart ihre Kumpane heimlich an Bord. Auf offener See inszenieren sie einen Überfall und setzen die alte Mannschaft aus. Für die acht reichen Jungen erwarten sie ein hohes Lösegeld, um ihre Schatzsuche zu finanzieren. Nach dem missglückten Versuch, die Schusswaffen des Schiffes an sich zu bringen, werden Doniphan und Bryan von den Entführern ausgepeitscht. Während Forbes mit Lord Buchanan über den Kopfpreis verhandelt, werden die Jungen auf einer einsamen Farm an der Küste versteckt. Ihr erster Ausbruchsversuch misslingt. Aber dann nutzen sie ein turbulentes Gelage ihrer Entführer aus, um sich davonzumachen. Die Kinder erreichen die menschenleere Schonerbrigg und machen sie seeklar. Dabei wird Decksmann O’Brian, der den Jungen helfen wollte, erschossen. Nun ist nur einer von ihnen etwas seekundig: Dick Sand. Das Schiff treibt jetzt langsam von der Küste ab.

### Teil 3: (ZDF 22. Dezember 1974): Eine Küste ohne Namen
Nach ihrer geglückten Flucht befinden sich die neun Jungen allein an Bord der Sloughi. Als die Schonerbrigg in einen Sturm gerät, ist es mit dem Mut der Jungen schnell vorbei. Die Angst deckt ihre Schwächen, aber auch ihre Stärken auf. So bildet sich die Hierarchie zwischen den drei älteren, Doniphan, Bryan und Gordon, einerseits sowie den übrigen andererseits aus. Diese älteren, charakterlich verschiedenen Jungen leiten zusammen mit Dick Sand das Schiff. Unterdessen gelingt es Forbes und seinem Mitstreiter, das Lösegeld für die Jungen zu erhalten, ohne die Jungen ausliefern zu müssen. Schließlich strandet das Schiff mit den Jungen an einer Küste. Da der Rumpf der Sloughi zwar ohne Masten, aber noch weitgehend intakt ist, wird er als vorläufige Unterkunft genutzt. Ein paar der Jungen machen sich auf, die Umgebung zu erkunden. Dabei finden sie eine Höhle, in der sie ein menschliches Skelett und eine Skizze der Insel entdecken.

### Teil 4: (ZDF 29. Dezember 1974): Die vergessene Insel
Da das Wrack der Sloughi dem nächsten Sturm wahrscheinlich nicht mehr standhalten wird, entschließen sich die Jungen, in die Höhle umzuziehen. Nachdem sie das Skelett begraben haben, schaffen sie mit einem Floß in mehreren Fahrten alles, was noch brauchbar ist, von der Sloughi in die Höhle. So gut es geht, richten sie sich häuslich ein. Die Charaktere der Protagonisten kommen erneut zum Tragen. Der stets besonnene und um Ausgleich bemühte Gordon wird zum „Bürgermeister“ gewählt. Doch dies hält den von sich überzeugten, besserwisserischen und aristokratischen Doniphan nicht davon ab, auf eigene Faust zu handeln, wie etwa auf der Jagd. Mehrmals gerät er mit dem tatkräftigen, für riskante Aufträge stets bereiten Bryan tätlich aneinander. Der herannahende Winter stellt sie vor neue Probleme. Auf ihren Rundgängen machen sie eine merkwürdige Entdeckung: Offenbar sind sie nicht allein auf der Insel. Groß ist ihre Freude, als eines Morgens am Horizont ein Schiff erscheint. Die Jungen schöpfen Hoffnung. Doch sie freuen sich zu früh: Es sind alte Bekannte, die da kommen, nämlich Forbes und Pike mit ihrer Bande, die jedoch bald von dem unbekannten Inselgenossen dezimiert wird. Die Identität dieses Mannes wird nicht mehr aufgeklärt. Schließlich werden sie von einem Frachtschiff aufgenommen und gelangen wieder nach Neuseeland zurück. Doniphan referiert und veröffentlicht die Erlebnisse in vielen Sprachen und wird dadurch berühmt. Dick Sands wurde in den Schilderungen ausgelassen und ist heute zweiter Steuermann auf einem der letzten Windjammer auf See.

## Kritik
- Ein Kombüsenjunge und ein Rudel feiner Old-England-Knaben auf Abenteuerfahrt: Die Serie begann mit unverwüstlicher Jules-Verne-Phantasie und weckte Neugier auf die Fortsetzungen. Nicht so atmosphärisch-dicht wie „Der Seewolf“ – aber fast. (Abendzeitung)

## Tieraufnahmen
Die Tieraufnahmen sind von Eugen Schuhmacher und Helmuth Barth gefilmt. Unter den Tieren der unbekannten Insel finden sich Warane, Seehunde, Wildschweine, Fledermäuse, Möwen und Pinguine.

## Sonstiges
- Die Fertigstellung des Filmes verzögerte sich mehrmals wegen des Ausbleibens des erwarteten und für eine Einstellung nötigen Winterfrostes im Donaudelta und wegen Krankheit zweier Darsteller.[1]
- Die Sloughi ist dasselbe Schiff, das im Vorgänger-Vierteiler Der Seewolf den Robbenfänger Ghost darstellte,[1] allerdings vom Gaffelschoner zur Brigantine umgetakelt. In der Handlung wird erwähnt, dieses Schiff sei früher ein Robbenfänger gewesen. Hinter der Sloughi und der Ghost verbirgt sich der rumänische Motorschoner Speranța, der im Frühjahr 1970 in Brăila aus dem Umbau des Fischereischiffs Jirlău für die Produktion des Vierteilers Der Seewolf entstanden ist. Der Schoner wurde 1983 in Rumänien verschrottet, nachdem er im Winter 1980 in Constanța gesunken war.
- Die Figur des Dick Sand entstammt dem Roman Ein Kapitän von fünfzehn Jahren, ebenfalls von Jules Verne.
- Die ursprüngliche, auch längere Fassung der Serie ist in Französisch, aufgeteilt in sechs Episoden, ausgestrahlt ab Juni 1974. Das Drehbuch schrieb der Franzose Claude Desailly. Die Hauptrollen sind mehrheitlich mit Franzosen besetzt. Die Produktion war international, mit deutschsprachigen und rumänischen Darstellern: In einem Begleitheft der DVD wird in einem Interview mit einem der Hauptdarsteller folgendes ausgesagt: „Es hat mich dann doch interessiert, wie es sich anhört, wenn ein anderer Ton darübergelegt wird! Sie wollten es von den Schauspielern selbst nicht synchronisiert haben, da es für die Produktionsfirma in Berlin mit preiswerten Sprechern natürlich wesentlich günstiger ist. […] Da wir teilweise in drei Sprachen gedreht haben – mit rumänischen, deutschen und französischen Schauspielern –, mußte ohnehin synchronisiert werden.“

## Alternative Fassungen
Der Vierteiler kam in einer zusammengeschnittenen Fassung als „Die Piraten des Pazifik“ und auch „Insel der Schätze“ in die Kinos. In der DDR wurde diese als „französisch/rumänische“ Co-Produktion ausgegeben. Diese Fassung erhielt schon in Rumänien eine neu komponierte Filmmusik (von Temistocle Popa, vor allem aus dem Film Das Schloss hinter dem Regenbogen) und eine eigene Synchronisation, die sich deutlich stärker an den französischen Dialogen orientierte – so fehlt der Erzähler, dafür empfindet Forbes kurz vor seinem plötzlichen Tod Gewissensbisse wegen der vielen Toten auf seinem Gewissen – ein Berührungspunkt mit der literarischen Vorlage von Verne.

## Medien

### DVD
- Zwei Jahre Ferien (2 DVDs), Concorde Home Entertainment, 2007.

### Filmmusik
- Lockruf des Goldes / Zwei Jahre Ferien: Soundtracks, 1 CD, Tarantula Records SKW-86040 (Deutschland 1994).
- Abenteuer-Klassiker – Originalmusik aus den legendären TV-Vierteilern, 2 CDs, BSC Music / Cine Soundz Prudence 398.6619.2 (Deutschland 2001).